# Daniellia
Daniellia is een geslacht uit de vlinderbloemenfamilie (Leguminosae). De soorten komen voor in tropisch Afrika.

## Soorten
- Daniellia alsteeniana P.A.Duvign.
- Daniellia glandulosa Estrella
- Daniellia klainei Pierre ex A.Chev.
- Daniellia oblonga Oliv.
- Daniellia ogea (Harms) Rolfe ex Holland
- Daniellia oliveri (Rolfe) Hutch. & Dalziel
- Daniellia pilosa (J.Léonard) Estrella
- Daniellia pynaertii De Wild.
- Daniellia soyauxii (Harms) Rolfe
- Daniellia thurifera Benn.